# Акакий (католикос-патриарх Востока)
Мар Акакий (Мар Акак; сир. ܐܚ‍ܩ ܪܣ‍ܠ‍ܘܚ‍ܐ; V век — Аль-Хира, Наджаф) — католикос-патриарх Церкви Востока с 485 года по 496 год, сирийский христианский богослов и писатель.
Являлся выпускником Эдесской богословской школы. Период патриаршества Мар Акакия был связан с длительным конфликтом католикоса и епископа Нисибиса Бар Саумы. В отличие от Бар Саумы, Мар Акакий занимал более умеренную позицию по вопросу отношений с Византией и халкидонским христианством. При Акакии в 486 году состоялся поместный собор Церкви Востока в Селевкии-Ктесифоне, который выразил христологическое учение в терминах антиохийской богословской школы и «строгого дифизитства». Умер в 496 году.

## Биография

### Ранние годы
Акакий являлся выпускником Эдесской богословской школы. После казни католикоса Мар Бабуя сасанидским шахом Перозом, между 483 и 485 годами Акакий фактически стал главой восточно-сирийской церкви в Персии. В период патриаршества у Акакия возник конфликт с епископом Нисибиса Бар Саумой. Какое-то время Бар Саума противостоял Акакию, но вскоре был вынужден поменять своё отношение и признать Акакия главой Церкви Востока, в ответ Акакий признал Бар Сауму митрополитом Нисибиса.

### Поместный собор 486 года
В 486 году в Селевкии-Ктесифоне под председательством Акакия был проведён поместный собор Церкви Востока. На данном соборе была установлена обязательность брака для клира и разрешён второй брак для священников и диаконов. На соборе было осуждено монофизитство и сформулировано следующее христологическое исповедание Церкви Востока в духе строгого дифизитства:
«Что касается воплощения Христова, наша вера должна состоять в исповедании двух естеств: Божества и человечества. Но Божество, пребывающее с Его свойствами, и человечество — с его, мы объединяем в одном прославлении. И единое поклонение подобает различию естеств, по причине совершенной их связи и нераздельности Божества и человечества. А кто думает или учит других, что страдание или изменение приражается Божеству нашего Господа, или не соблюдает относительно единства лица нашего Спасителя исповедания Бога совершенного и человека совершенного, да будет анафема».
Традиционно, в исторической науке преобладало мнение, что «несторианизация» Церкви Востока началась во второй половине V века при Нарсае и Бар Сауме и завершилась принятием учения Нестория на соборе Церкви Востока 486 годов в Селевкии-Ктесифоне. В 1951 году известный историк-иезуит Вильгельм де Врис утверждал, что «официальное принятие несторианства Персидской Церковью произошло на Селевкийском соборе 486 года». Впоследствии данная трактовка была оспорена исследователями. Британский сиролог С. Брок считал, что до начала VII века Церковь Востока придерживалась более мягкого варианта антиохийской христологии, разработанного Феодором Мопсуестийским, а российский исследователь Н. Н. Селезнёв отмечал, что в постановлении собора 486 года нет ничего «несторианского».

### Возобновление конфликта с Бар Саумой
В 491 году конфликт Акакия и Бар Саумы вновь возобновился и стороны анафематствовали друг друга. Причины ссоры неизвестны, но то, что стороны обменивались анафемами, говорит о более глубоком, чем ранее, конфликте. Во время ссоры с Бар Саумой Акакий по поручению шаханшаха Кавада I был направлен с дипломатической миссией в Константинополь. В Византии Акакий был признан православным и в качестве дополнительного доказательства своей ортодоксальности он предал анафеме Бар Сауму, после чего вернулся в Персию. Католикос Мар Акакий умер в 496 году.

## Сочинения
Акакий является автором полемических произведений, направленных против монофизитов, а также нравственно-аскетических поучений. Сохранившийся текст собора Мар Акака 486 года содержит древнюю христологию антиохийской школы. Как отмечает российский патролог О. В. Давыденков с точки зрения акта воссоединения антиохийцев и александрийцев 433 года и вероопределения Халкидонского собора в постановлении собора 486 года отсутствуют признаки ереси.